# Крассула Шимпера
Крассула Шимпера (лат. Crassula schimperi) — вид суккулентных растений рода Толстянка (Crassula) семейства Толстянковые (Crassulaceae).

## Название
Родовое латинское название Crassula происходит от латинского слова crassus, — «толстый», в основном из-за присутствия у растений этого рода сочных листьев.
Видовой латинский эпитет schimperi дан в честь Георга Вильгельма Шимпера (Georg Wilhelm Schimper (en), 1804–1878), ботаника и коллекционера растений немецкого происхождения. Шимпер активно собирал растения в Египте, Аравии и Эфиопии. В 1837 году он женился на дочери Раса Убиеса и поселился в тогдашней Абиссинии, приняв абиссинское гражданство.

## Ботаническое описание
Многолетние травы или полукустарники, прямостоячие, раскидистые или плауноподобные, совершенно голые. Стебли деревянистые у основания или травянистые на всем протяжении, сверху четырехгранные, тонкие или несколько толстые на всем протяжении или только снизу, до 5 мм в диаметре, облиственные от основания до верхушки или безлистные на старых частях. Кора от темно-коричневой до красновато-коричневой, неравномерно шелушащаяся; остатки отмерших листьев обычно присутствуют под новым приростом. Листья сидячие, ланцетные или яйцевидные, линейные или треугольные, до 12 мм длиной и до 3 мм шириной, с острой или тупой вершиной, иногда щетинистые, основание иногда шпорчатое, основания супротивных листьев сросшиеся, образуя влагалище вокруг стебля до 2 мм высотой, края утолщены, иногда с краевыми сосочками; гидатоды иногда крупные и заметные.
Соцветие из сгущенных пазушных кисточек, короче, примерно равного или редко превосходящего стягивающий лист; цветки (1–)3–12, (4–)5-членные; цветоножки короткие. Цветки 5-членные, мелкие, на короткой цветоножке. Чашечка немного короче или длиннее венчика или почти равна ему; чашелистики ланцетные, от острых до довольно утонченных и почти шиловидных, от тонких до несколько толстых, от почти прозрачных до беловатых или бледно-зеленых, коротко сросшиеся у основания. Венчик беловатый, желтоватый или розовый, при высыхании становится красновато-коричневым; лепестки продолговатые или овально-продолговатые, при основании сросшиеся до 0,5 мм, загнуты вверх и кажутся остроконечными. Тычиночные нити почти не прикреплены к трубке венчика, 0,5–0,7 мм длиной; пыльники яйцевидные, около 0,1–0,2 мм длиной, желтые. Листовки (плоды) 0,75–1 мм длиной, суженные или коротко переходящие в очень короткий стиль. Семена по 2 в каждой листовке.

## Распространение и экология
Ареал обитания включает следующие территории: Ангола, Камерун, Капская провинция, Чад, восточные и западные Гималаи, Эритрея, Эфиопия, Индия, Кения, Квазулу-Натал, Лесото, Малави, Мозамбик, Намибия, Непал, Пакистан, Руанда, Саудовская Аравия, Сокотра, Сомали , Судан, Эсватини, Танзания, Тибет, Уганда, Йемен, Замбия, Заир, Зимбабве.

## Таксономия
Crassula schimperi Fisch. & C.A.Mey., первое упоминание в Index Seminum (LE, Petropolitanus) 8: 56 (1842).

### Синонимы
Гомотипные (основанные на одном и том же номенклатурном типе):
- Combesia schimperi (Fisch. & C.A.Mey.) Schweinf.
- Tillaea schimperi (Fisch. & C.A.Mey.) M.G.Gilbert, H.Ohba & K.T.Fu

### Внутривидовые таксоны
Подтвержденные внутривидовые таксоны в соответствии с данными сайта Plants of the World Online на 2024 год:
- Crassula schimperi var. denticulata (Brenan) R.Fern.
- Crassula schimperi var. illecebroides (Welw. ex Hiern) G.D.Rowley
- Crassula schimperi subsp. phyturus (Mildbr.) R.Fern.
- Crassula schimperi subsp. schimperi